# 마쓰가사키촌 (미에현)
마쓰가사키촌(松ヶ崎村)은 미에현 이치시군에 있던 촌이다. 현재의 마쓰사카시의 복서부 에 해당한다.

## 역사
- 1889년 4월 1일 - 정촌제 시행에 의해 이치시군 마쓰가사키촌이 성립하였다.
- 1954년 10월 15일 - 마쓰사카시에 편입해 동일 마쓰가사키촌은 폐지되었다.

## 교통

### 철도
촌 지역에는 전철역이 없으며, 본 촌의 이름을 딴 긴테츠 야마다선, 이세선 마츠가사키역은 인접한 요노쇼촌에 위치해 있다. 

## 참고문헌
- 角川日本地名大辞典 24 三重県